# Capitale de la Russie
La capitale de la Russie est actuellement Moscou. Cependant, cela n'a pas toujours été le cas et, au cours de l'Histoire, plusieurs villes ont également eu ce statut.

## Tsarat de Russie et Empire russe
- 1547 à 1712 : Moscou.
- 1712 à mars 1917 : Saint-Pétersbourg.

## URSS et RSFSR
- 1917 à 1991 : Moscou (Capitale de l'URSS et de la République socialiste fédérative soviétique de Russie)

## Fédération de Russie
Dans l'alinéa 2 de son article 70, la Constitution de la fédération de Russie de 1993 indique que « La capitale de la fédération de Russie est la ville de Moscou. ».